# SMS Huszár II
Le SMS Huszár II était un destroyer de classe Huszár construit par l'Autriche-Hongrie à partir de 1909.